# Принцесса Дейзи (персонаж)
Принцесса Дейзи (яп. デイジー姫 Дэйдзи: химэ, англ. Daisy — Маргаритка, Ромашка) — персонаж из серии игр про Марио.
Дейзи впервые появляется в игре Super Mario Land. Являясь царственной коллегой принцессы Пич, она возглавляет страну Сарасаленд, дружественную соседнему Грибному Королевству.
Внезапно принцессу похищает жестокий пришелец Татанга (англ. Tatanga), с той же целью, что и знаменитый Боузер, а именно, для захвата власти. Отважный водопроводчик Марио отправляется в Sarasaland, чтобы спасти Дейзи.
Примечательно, что впоследствии Дейзи становится подружкой Луиджи, и из них получается пара, аналогичная Марио и Пич.

## Внешность и характер персонажа
Принцесса Дейзи — круглолицая, голубоглазая шатенка. Она предпочитает платья жёлто-оранжевых тонов и украшения в виде ромашек. Дейзи не похожа на Пич и не любит носить королевские одеяния (чаще её можно видеть в спортивных костюмах). Всё дело в характере Дейзи. Она более энергичная, бойкая и спортивная. Возможно, поэтому большинство игр с её участием имеют то или иное отношение к спорту.

## Дейзи в кинематографе
Весьма любопытен тот факт, что создатели фильма «Супербратья Марио» выбрали на главную роль именно Дейзи, а не Пич. Бойфрендом принцессы, как и полагается, выступил Луиджи. Пич в фильме вообще не присутствовала.
В фильме Дейзи является принцессой параллельного мира, в котором обитают потомки динозавров. Спасаясь от Купы, королева-мать подбрасывает принцессу к дверям монастыря в мире людей, где её воспитывают монахини. Единственное, что у неё остаётся, — это таинственный кристалл-амулет, при помощи которого можно соединять параллельные миры. Когда Дейзи выросла, она серьёзно увлеклась палеонтологией.
Роль Дейзи в фильме исполнила Саманта Мэтис. Между Самантой и Джоном Легуизамо, сыгравшим Луиджи, был настоящий роман.

## Принадлежность к семейству Тоадстул
Некоторые источники добавляют Дейзи фамилию Тоадстул, называя её сестрой (либо кузиной) Пич Тоадстул. Однако первоисточник до сих пор официально не подтвердил этот факт. Неизвестно, состоит ли Дейзи в родстве с Пич на самом деле, или же они просто подруги и коллеги.